# Marcel-Frédéric Lubin-Lebrère
Marcel-Frédéric Lubin-Lebrère (21 de julho de 1891 — 7 de julho de 1972) foi um jogador de rugby union francês, medalhista olímpico.

## Carreira
Começou a jogar rugby aos dezesseis anos no SU Agen, depois, depois de jogar no US Montauban, ingressou no Stade Toulousain em 1913. No dia 1º de janeiro do ano seguinte, estreou-se pela seleção nacional em partida contra a Irlanda, no Parc des Princes, pela Copa das Cinco Nações. Após a eclosão da Primeira Guerra Mundial, ele foi recrutado para o exército. Ele foi gravemente ferido em uma escaramuça com os alemães, e como resultado perdeu um olho e foi feito prisioneiro. As partidas disputadas com outros prisioneiros ajudaram-no a se recuperar.
Ele integrou a equipe da Seleção da França que conquistou a medalha de prata nos Jogos Olímpicos de Verão de 1924 em Paris. Ele jogou as duas partidas da competição, nas quais os franceses derrotaram a Romênia por 61–3 no Stade de Colombes em 4 de maio, e duas semanas depois perderam para os EUA por 3–17.
Retornando à França, tornou-se funcionário do município de Toulouse. Também retomou as cores do Stade Toulousain, em cujo primeiro time jogou até 1925, e nos anos seguintes atuou em times do clube jogando nas ligas inferiores. Com o clube conquistou o título do campeonato francês em 1922, 1923, 1924, e foi anteriormente finalista em 1921.